# Озеро Вербне (заказник)
Озеро Вербне — іхтіологічний заказник місцевого значення в Україні. Розташований у Оболонському районі міста Київ, на озері Вербне.
Площа 31,8 га. Статус присвоєно згідно з рішенням Київради від 17.02.1994 року № 14. Перебуває у віданні: Комунальне підприємство по утриманню зелених насаджень Деснянського району м. Києва. 
5 жовтня 2023 року затверджено Положення про іхтіологічно-ботанічний ландшафтний заказник місцевого значення «Озеро Вербне»

## Опис
Озеро Вербне штучного походження, утворилося внаслідок видобутку піску для намиву території масиву Оболонь. Пізніше дане озеро отримало назву Вербне, оскільки воно оточене вербами.
Площа озера Вербне складає 21 га (за іншими даними 14 га), об'єм води — 2,97 млн куб. м., довжина — 1,08 км, найбільша ширина — 0,3 км. Середня глибина озера становить біля 14,1 м, максимальна — 15-20 м.
На берегах озера переважають розріджені зарості верби ламкої. Висота дерев досягає 15-16 м, діаметр — 25-30 см. Трапляються також дерева тополі чорної. Біля берегів — кущі верб тритичинкової та попелястої.
У воді переважають зарості елодеї канадської із домішкою рдесника пронизанолистого. На поверхні води — окремі куртини гірчаку земноводного. В невеликій кількості в озері зустрічається папороть сальвінія плавуча — вид, занесений до Червоної книги України. На березі фрагментами зустрічається прибережно-водна рослинність. Переважає лепешняк великий, є окремі куртини і смуги очерету, а також малопоширеного у Києві південного виду леєрсії рисовидної. Тут відмічені також і такі типові види, як частуха подорожникова, вовконіг європейський, куга озерна, водяний перець, їжача голівка пряма. Поодиноко зростає малопоширений південний вид — бульбокомиш приморський.
Далі від берега поміж вербами переважають лучні злаки — пирій, тонконіг лучний та тонконіг однорічний, мітлиця тонка, грястиця збірна. Серед них відмічене типове лучне та лучно-болотне різнотрав'я: вербозілля звичайне, конюшина лучна та конюшина повзуча, оман британський, жовтець повзучий та інші. По стовбурах верб в'ються природні вологолюбні ліани — паслін солодко-гіркий та хміль звичайний.
Загалом Вербне є одним із озер Києва, яке зберегло свою самоочисну здатність. Вода в ньому має високі показники біомаси фітопланктону, який є основою для розвитку тваринного світу.
Тут нараховується більше 20 видів риб озерно-річкового комплексу: плітка, краснопірка, лящ, в'язь, лин, плоскирка, карась срібний, карась золотий, окунь, верховодка, йорж, бичок-бабка. Серед них є цікаві щодо біології розмноження: гірчак, колючка триголкова та щипавка. Вода в озері досить прозора, цьому сприяє наявність джерел та молюсків-фільтраторів. Санітарно-епідеміологічний стан озера задовільний.